# Advection

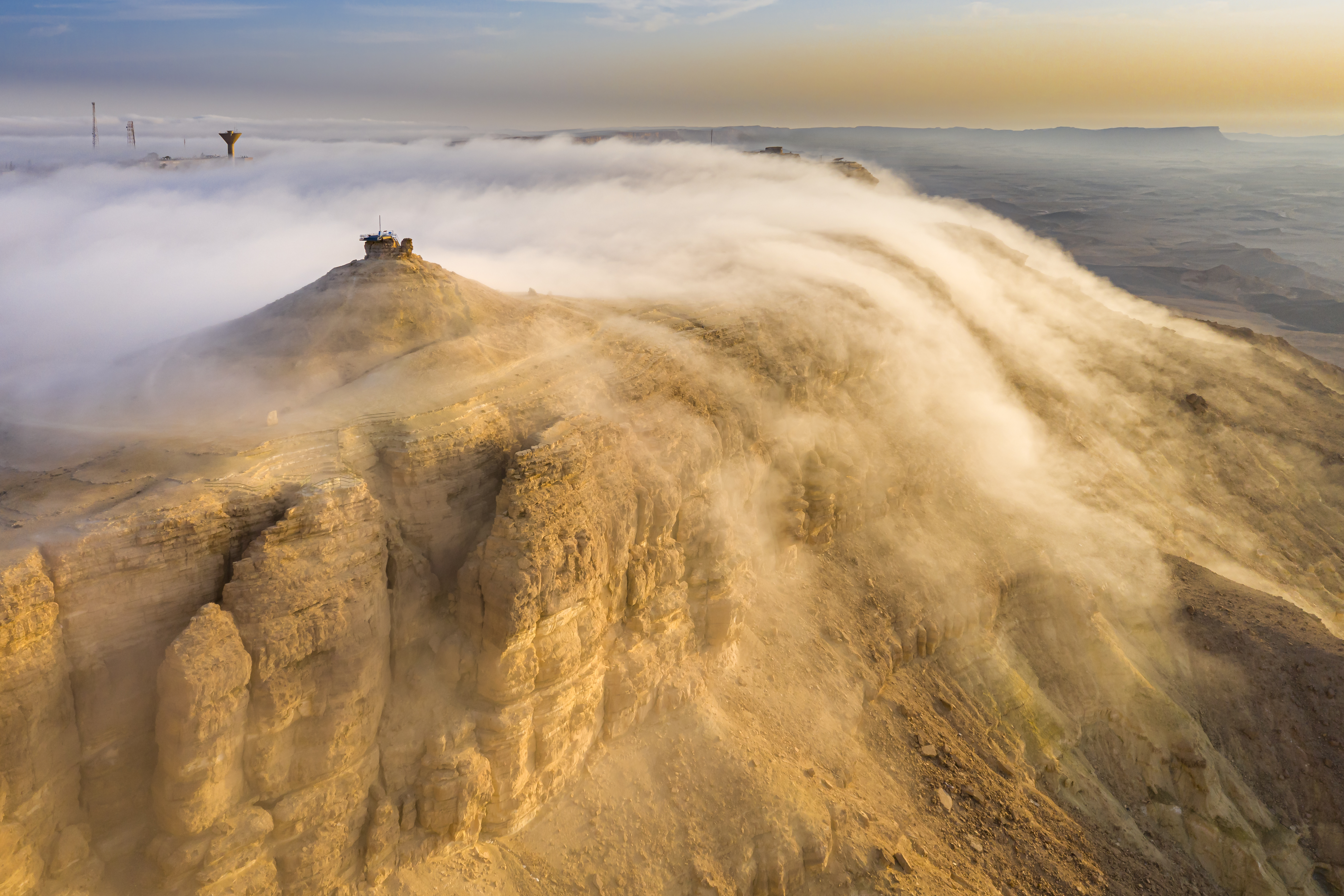
Le brouillard d'advection se forme lorsque de l'air en mouvement transporte de la chaleur et de l'humidité au-dessus d'une zone plus froide.

L'advection est le transport d'une quantité (scalaire ou vectorielle) d'un élément donné (tel que la chaleur, l'énergie interne, un élément chimique, des charges électriques) par le mouvement (et donc la vitesse) du milieu environnant.
C'est une notion courante en mécanique des fluides car toutes les caractéristiques d'une particule fluide sont advectées lors de son déplacement au sein de l'écoulement.
Dans l'équation de Navier-Stokes, l'advection du vecteur vitesse apparaît dans le terme d'inertie, qui correspond à l'advection de la quantité de mouvement.
En météorologie et en océanographie, l'advection se réfère surtout au transport horizontal de certaines propriétés par les fluides considérés, dont le transport par le vent ou les courants : advection de vapeur d'eau, de chaleur, de salinité, etc.
Le phénomène d'advection est entièrement codé dans l'équation de conservation, au sens où l'advection est à l'équation de conservation ce que la description eulérienne d'un écoulement est à sa description lagrangienne.

## Description mathématique
L'opérateur advection correspond au produit scalaire du vecteur vitesse {\displaystyle {\overrightarrow {v}}} par le vecteur gradient (Nabla) {\displaystyle {\overrightarrow {\nabla }}}, en coordonnées cartésiennes.
où {\displaystyle (u,v,w)} sont les composantes de la vitesse {\displaystyle {\overrightarrow {v}}} selon les coordonnées {\displaystyle (x,y,z)}.
Cet opérateur est ensuite appliqué à la propriété considérée.

### Advection d'une quantité vectorielle
Par exemple, l'advection du vecteur vitesse {\displaystyle {\overrightarrow {v}}={\begin{pmatrix}u\\v\\w\end{pmatrix}}} est exprimée par :
L'advection d'une quantité vectorielle équivaut donc à appliquer l'opérateur advection sur chacune des trois composantes du vecteur, dans le cas de la vitesse :
- advection de la composante {\displaystyle u}  :     {\displaystyle {\left({\overrightarrow {v}}\cdot {\overrightarrow {\nabla }}\right)u}=u{\frac {\partial u}{\partial x}}+v{\frac {\partial u}{\partial y}}+w{\frac {\partial u}{\partial z}}}
- advection de la composante {\displaystyle v}  :     {\displaystyle {\left({\overrightarrow {v}}\cdot {\overrightarrow {\nabla }}\right)v}=u{\frac {\partial v}{\partial x}}+v{\frac {\partial v}{\partial y}}+w{\frac {\partial v}{\partial z}}}
- advection de la composante {\displaystyle w}  :     {\displaystyle {\left({\overrightarrow {v}}\cdot {\overrightarrow {\nabla }}\right)w}=u{\frac {\partial w}{\partial x}}+v{\frac {\partial w}{\partial y}}+w{\frac {\partial w}{\partial z}}}

## Cas spécifiques

### Advection de la pression hydrostatique selon la verticale
Si on considère que la répartition verticale des pressions est hydrostatique, c'est-à-dire que :
{\displaystyle \partial p=-\rho g\partial z}
alors, on peut remplacer la coordonnée {\displaystyle z} par la pression :
où
- {\displaystyle \Omega =-v_{p}\rho g} est le déplacement vertical en coordonnées de pression ;
- {\displaystyle p} est la pression ;
- {\displaystyle \rho } est la masse volumique du fluide ;
- {\displaystyle g} est l'accélération terrestre.
- et avec {\displaystyle v_{p}(\cdot ,\cdot ,p)=v_{z}(\cdot ,\cdot ,z)}, autrement dit, on a effectué le changement de variable {\displaystyle z=-{\frac {1}{\rho g}}\left(p-p(z=0)\right)}, c'est-à-dire poser {\displaystyle v_{p}} telle que {\displaystyle v_{z}(\cdot ,\cdot ,z)=v_{z}\left(\cdot ,\cdot ,{\frac {p(z=0)-p}{\rho g}}\right)=v_{p}(\cdot ,\cdot ,p)}.

### Advection appliquée à la vitesse
L'advection appliquée à la vitesse peut se décomposer sous la forme dite « de Lamb » :
Cela se vérifie par le calcul.
On peut alors définir :
- le vecteur {\displaystyle {\overrightarrow {w}}={\overrightarrow {\operatorname {rot} }}\,{\overrightarrow {v}}}, dénommé vecteur vorticité.
- le vecteur {\displaystyle {\overrightarrow {l}}=\left({\overrightarrow {\operatorname {rot} }}\,{\overrightarrow {v}}\right)\wedge {\overrightarrow {v}}={\overrightarrow {w}}\wedge {\overrightarrow {v}}}, dénommé vecteur « de Lamb »

Ces définitions sont très utiles pour l'étude de la turbulence dans les fluides.

### Advection de la quantité de chaleur (version simplifiée)
En appliquant quelques hypothèses simplificatrices ({\displaystyle c_{p}} constant, {\displaystyle \rho } constant) la quantité de chaleur s'écrit :
L'équation d'advection de la chaleur, c'est-à-dire l'équation qui décrit la quantité de chaleur transportée par un fluide en mouvement, s'écrit :